# Ma chérie
Singles de DJ Antoine
Sunlight
(2011)
Ma chérie est une chanson du DJ suisse DJ Antoine sortie en 2011 sous le label Kontor Records, en collaboration avec le DJ serbe The Beat Shakers. Extrait de l'album studio Welcome to DJ Antoine, la chanson a été écrite par Maurizio Pozzi, Fabio Antoniali, Antoine Konrad, Boris Krstajic et D. Krstajic.
Ma chérie est produite par DJ Antoine. Le single rencontre le succès en Europe, dont le top 3 des hit-parades en Autriche et en Suisse. Également numéro 4 en Italie, à noter que le single se classe numéro un des clubs en France depuis le 4 mai 2012.
La chanson est remixée avec du yodel en 2017 à l'occasion de la Fête fédérale des yodleurs qui a lieu à Brigue.

## Formats et liste des pistes
CD-Single Kontor Records – 1061496KON
1. Ma chérie (DJ Antoine vs Mad Mark 2k12 Radio Edit) - 3:12
2. Ma chérie (Remady Radio Edit) - 3:27

CD-Maxi X ENERGY X1238112C
1. Ma chérie (DJ Antoine vs Mad Mark 2k12 Radio Edit) - 3:12
2. Ma chérie (Raf Marchesini Radio Edit) - 3:27
3. Ma chérie (Remady Radio Edit) - 3:28
4. Ma chérie (Houseshaker Radio Edit) - 3:39
5. Ma chérie (DJ Antoine vs Mad Mark Radio Edit) - 3:51
6. Ma chérie (DJ Antoine vs Mad Mark 2k12 Remix) - 5:03
7. Ma chérie (Raf Marchesini Remix) - 6:27
8. Ma chérie (Remady Remix) - 6:34
9. Ma chérie (Houseshaker Extended Mix) - 5:23
10. Ma chérie (DJ Antoine vs Mad Mark Original Mix) - 5:49
11. Ma chérie (Clubzound Remix) - 6:42

## Classements et successions

### Classement par pays
Source :
| Classement (2011-2012)                  | Meilleure position |
| --------------------------------------- | ------------------ |
| Autriche (Ö3 Austria Top 40)            | 2                  |
| Belgique (Flandre Ultratop 50 Singles)  | 5                  |
| Belgique (Wallonie Ultratop 50 Singles) | 3                  |
| France (SNEP)                           | 4                  |
| France (Airplay)                        | 2                  |
| France (Club 40)                        | 1                  |
| Italie (FIMI)                           | 4                  |
| Suisse (Schweizer Hitparade)            | 2                  |

### Certifications
| Pays   | Organisme | Certification | Vente   |
| ------ | --------- | ------------- | ------- |
| Suisse | IFPI      | 4 × Platine   | 120 000 |